# Глазово (Оренбургская область)
Глазово — посёлок в Асекеевском районе Оренбургской области. Входит в состав Аксютинского сельсовета.

## География
Посёлок расположен на реке Малый Кинель в 50 км к юго-востоку от районного центра — Асекеева.
Часовой пояс
Посёлок Глазово как и вся Оренбургская область, находится в часовой зоне МСК+2. Смещение применяемого времени относительно UTC составляет +5:00.

## Население
| 2010 |
| ---- |
| 23   |